# Khagaria
Khagaria è una suddivisione dell'India, classificata come municipality, di 45 126 abitanti, capoluogo del distretto di Khagaria, nello stato federato del Bihar. In base al numero di abitanti la città rientra nella classe III (da 20 000 a 49 999 persone).

## Geografia fisica
La città è situata a 25° 30' 0 N e 86° 28' 60 E e ha un'altitudine di 35 m s.l.m.

## Società

### Evoluzione demografica
Al censimento del 2001 la popolazione di Khagaria assommava a 45 126 persone, delle quali 24 738 maschi e 20 388 femmine. I bambini di età inferiore o uguale ai sei anni assommavano a 7 486, dei quali 3 967 maschi e 3 519 femmine. Infine, coloro che erano in grado di saper almeno leggere e scrivere erano 28 986, dei quali 17 256 maschi e 11 730 femmine.